# Université Révérend Kim
L’Université Révérend Kim (URKIM), est une institution d’enseignement supérieur et universitaire privée. Elle est créée en octobre 2010 par le révérend Kim, de nationalité sud-coréenne, et appartient à la mission d’Évangélisation Protestante au Congo (MEPCO),.  
En septembre 2013, Kim achète une villa et la fait réhabiliter pour y installer une clinique universitaire rattachée à son université. Mais, en janvier 2014, le général Célestin Kanyama s'y installe illégalement après en avoir chassé les ouvriers. Le général déclare être logé par le Secrétariat Général à l'Urbanisme et Habitat qui indique que la maison appartient à l’État congolais. Le tribunal de Tribunal de Grande Instance de Kinshasa-Gombe puis la Cour d'Appel  de Kinshasa-Gombe donnent raison au révérend. Bien qu'une autre village ait ensuite été attribuée au général, celui-ci occupe toujours celle de Kim en 2019. 
En mai 2016, une conférence-débat de l’ancien Premier ministre Adolphe Muzito est interdite sans justification par l'Agence nationale de renseignements. 

## Organigramme de URKIM Kinshasa
Les enseignements y sont organisés en neuf facultés 
- Faculté des Sciences des Communications sociales
- Faculté des Sciences Informatiques
- Faculté de Droit
- Faculté de la Médecine
- Faculté des Sciences économiques et de gestion.